# Superman & Lois
Superman & Lois is een Amerikaanse televisieserie, gebaseerd op de DC Comics-personages Superman/Clark Kent en Lois Lane. De serie is bedacht door Todd Helbing en Greg Berlanti en werd voor het eerst uitgezonden op 23 februari 2021 op The CW. Superman & Lois maakt onderdeel uit van het zogenaamde Arrowverse.

## Verhaal
Lois en Clark keren terug naar Smallville, samen met hun twee zonen, Jonathan en Jordan. Ze ontmoeten daar Lana Lang en haar gezin. Lois en Clark zijn druk bezig met het opvoeden van de twee tieners, en vragen zich tevens af of de jongens de superkrachten van hun vader hebben geërfd. Intussen krijgen ze ook te maken met de slechterik The Stranger.

## Rolverdeling

### Hoofdrollen
- Tyler Hoechlin - Kal-El / Clark Kent / Superman
- Elizabeth Tulloch - Lois Lane
- Jordan Elsass - Jonathan Kent
- Alex Garfin - Jordan Kent
- Erik Valdez - Kyle Cushing
- Inde Navarrette - Sarah Cushing
- Wolé Parks - John Henry Irons / The Stranger
- Adam Rayner - Tal-Rho / Morgan Edge
- Dylan Walsh - Sam Lane
- Emmanuelle Chriqui - Lana Lang-Cushing

### Terugkerende rollen
- Joselyn Picard - Sophie Cushing
- Fritzy Klevans-Destine - Sean Smith
- Wern Lee - Tag Harris
- Zane Clifford - Timmy Ryan
- Stacey Farber - Leslie Larr
- Sofia Hasmik - Chrissy Beppo
- Angus Macfadyen - Jor-El
- Danny Wattley - Gaines
- Hesham Hammoud - Luitenant-kolonel Reno Rosetti
- Leeah Wong - Emily Phan